# Rio Vermelho (vattendrag i Brasilien, Piauí)
Rio Vermelho är ett vattendrag i Brasilien.   Det ligger i delstaten Piauí, i den centrala delen av landet, 900 km norr om huvudstaden Brasília.
Omgivningarna runt Rio Vermelho är huvudsakligen savann. Runt Rio Vermelho är det mycket glesbefolkat, med 3 invånare per kvadratkilometer.